# Brain Records
Brain Records fue un prominente sello musical con base en Hamburgo, Alemania, clave en la difusión del género krautrock al publicar lanzamientos de bandas como NEU!, Cluster y Guru Guru. Actualmente muchas de sus publicaciones más relevantes están siendo reeditadas en CD por Repertoire Records.

## Historia
A mediados de 1971, el estilo administrativo de Rolf-Ulrich Kaiser en el sello alemán Ohr causó que dos de sus A&R, Bruno Wendel y Günter Körber, dejaran la compañía e iniciaran su propia discográfica, a la que llamaron Brain. A Wendel y Korber los siguió Guru Guru, y al poco tiempo ficharon a Cluster, cuyo álbum debut había sido lanzado por Philips. En 1972 el sello publicaría Känguru de Guru Guru, Cluster II de Cluster, el álbum debut de NEU!, el debut de Scorpions, entre muchos otros.
Brain alcanzó rápidamente el éxito en Alemania Occidental y Europa del Este, pero con una repercusión muy limitada en Estados Unidos. En adición a los fichajes de Guru Guru, Cluster, NEU! y Scorpions mencionados anteriormente, en la década de los setenta y los primeros años de los ochenta el sello sumó a su catálogo a artistas como Harmonia, Klaus Schulze, Edgar Froese, Grobschnitt, Novalis, Jane, Birth Control, Embryo, Popol Vuh, Curly Curve, Electric Sun, y muchos más.
Posteriormente, una serie llamada Rock On Brain impulsó la reedición de los primeros lanzamientos de Brain, aunque en su mayoría con nuevo arte e incluso títulos diferentes a los originales. Brain también reeditó algunos trabajos de su sello matriz, Metronome, como el primer álbum de Amon Düül, Psychedelic Underground.
Por otro lado, Brain también se abocó a la reedición de algunos álbumes ingleses en el mercado alemán, en este caso conservando generalmente el arte original de los discos. Entre estos lanzamientos se cuentan trabajos de Greenslade, Caravan, If, Spirogyra, Atomic Rooster, Alexis Korner, Gryphon y Steamhammer.
Körber dejó Brain en 1976 para fundar Sky Records, donde publicó numerosos trabajos relacionados con Cluster, además de los primeros álbumes solistas de Michael Rother y de bandas como Streetmark, Thirsty Moon y Earthstar. Su partida significó el cambio en el color de las etiquetas en los LP de Brain, de verde a naranja.

## Discografía
| - BRAIN 1001: Scorpions, Lonesome Crow - BRAIN 1002: Jane, Together - BRAIN 1003: Gomorrha, I Turned to See Whose Voice It Was - BRAIN 1004: NEU!, NEU! - BRAIN 1005: Spirogyra, St. Radigunds - BRAIN 1006: Cluster, Cluster II - BRAIN 1007: Guru Guru, Känguru - BRAIN 1008: Grobschnitt, Grobschnitt - BRAIN 1009: Steamhammer, Speech - BRAIN 1010: Caravan, Waterloo Lily - BRAIN 1011: Atomic Rooster, Made in England - BRAIN 1012: Spirogyra, Old Boot Wine - BRAIN 1013: Light, Story of Moses - BRAIN 1014: Gash, A Young Man's Gash - BRAIN 1015: Os Mundi, 43 Minuten - BRAIN 1016: Wolfgang Dauner Group, Rischka's Soul - BRAIN 1017: Creative Rock, Gorilla - BRAIN 1018: Electric Sandwich, Electric Sandwich - BRAIN 1019: Khan, Space Shanty - BRAIN 1020: Sameti, Sameti - BRAIN 1021: Thirsty Moon, Thirsty Moon - BRAIN 1022: Alexis Korner, Korner & Snape - BRAIN 1023: Embryo, Steig Aus - BRAIN 1024: Spirogyra, Bells, Boots and Shambles - BRAIN 1025: Guru Guru, Guru Guru - BRAIN 1026: Spermüll, Spermüll - BRAIN 1027: Greenslade, Greenslade - BRAIN 1028: NEU!, NEU! 2 - BRAIN 1029: Novalis, Banished Bridge - BRAIN 1030: Cornucopia, Full Horn - BRAIN 1031: Lava, Tears are Going Home - BRAIN 1032: Jane, Here We Are - BRAIN 1033: Atomic Rooster, Nice 'n' Greasy - BRAIN 1034: Kollektiv, Kollektiv - BRAIN 1035: If, Double Diamond - BRAIN 1036: Embryo, Rocksession - BRAIN 1037: Emergency, Get Out of the Country - BRAIN 1038: Caravan, For Girls Who Grow Plump in the Night - BRAIN 1039: Alexis Korner & Snape, Live on Tour in Germany - BRAIN 1040: Curly Curve, Curly Curve - BRAIN 1041: Thirsty Moon, You'll never Come Back - BRAIN 1042: Greenslade, Bedside Manners are Extra - BRAIN 1043: Steamhammer, This is... - BRAIN 1044: Harmonia, Musik von Harmonia - BRAIN 1045: Yatha Sidra, A Meditation Mass | - BRAIN 1046: Varios, Krautrock - BRAIN 1047: Zabba Lindner & Carsten Bohn, Vollbedienung of Percussion - BRAIN 1048: Jane, Jane III - BRAIN 1049: Satin Whale, Desert Places - BRAIN 1050: Grobschnitt, Ballermann - BRAIN 1051: Klaus Schulze, Blackdance - BRAIN 1052: Emergency, No Compromise - BRAIN 1053: Edgar Froese, Aqua - BRAIN 1054: Caravan, Caravan and the New Symphonia - BRAIN 1055: If, Not Just Another Bunch of Pretty Faces - BRAIN 1056: Release Music Orchestra, Life - BRAIN 1057: Guru Guru, Der Electrolurch - BRAIN 1058: Tasavallan Presidentti, Milky Way Moses - BRAIN 1059: Jukka Tolonen, Tolonen! - BRAIN 1060: Hardcake Special, Hardcake Special - BRAIN 1061: Creative Rock, Lady Pig - BRAIN 1062: NEU!, NEU! 75 - BRAIN 1063: Tasavallan Presidentti, Lambert Land - BRAIN 1064: If, Tea Break Over Back - BRAIN 1065: Cluster, Zuckerzeit - BRAIN 1066: Jane, Lady Jane - BRAIN 1067: Klaus Schulze, Picture Music - BRAIN 1068: Achim Reichel, Erholung - BRAIN 1069: Eroc, Eroc - BRAIN 1070: Novalis, Novalis - BRAIN 1071: Gryphon, Red Queen to Gryphon Three - BRAIN 1072: Release Music Orchestra, Garuda - BRAIN 1073: Harmonia, Deluxe - BRAIN 1074: Edgar Froese, Epsilon in Malasian Pale - BRAIN 1075: Klaus Schulze, Time Wind - BRAIN 1076: Grobschnitt, Jumbo - BRAIN 1077: Klaus Schulze, Irrlicht - BRAIN 1078: Klaus Schulze, Cyborg - BRAIN 1079: Thirsty Moon, Blitz - BRAIN 1080: Günter Schickert, Samtvogel - BRAIN 1081: Grobschnitt, Jumbo - BRAIN 1082: Tangerine Dream, Alpha Centauri/Atem - BRAIN 1083: Release Music Orchestra, Get the Ball - BRAIN 1084: Jane, Fire, Water, Earth & Air - BRAIN 1085: Locomotiv GT, Mindig Magasabra - BRAIN 1086: Tangerine Dream, Zeit - BRAIN 1087: Novalis, Sommerabend - BRAIN 1088: Klaus Schulze, Moondawn - BRAIN 1089: Guru Guru, Tango Fango - BRAIN 1091: Various, Brain History of German Rock |